# 16 Samodzielny Pułk Artylerii OPK
16 Samodzielny Pułk Artylerii OPK (16 spa OPK) – oddział artylerii przeciwlotniczej ludowego Wojska Polskiego.
W okresie od lata do 1 grudnia 1950 roku w garnizonie Poznań został sformowany 64 Pułk Artylerii OPL. Bazę formowania stanowił 1 dywizjon 86 Pułku Artylerii Przeciwlotniczej. Po zakończeniu formowania jednostka została dyslokowana do garnizonu Legionowo i włączona w skład 9 Dywizji Artylerii OPL. W 1951 roku pułk został przeniesiony na warszawski Czerniaków. W 1963 roku, po utworzeniu Wojsk Obrony Powietrznej Kraju, jednostka została przemianowana na 64 Samodzielny Pułk Artylerii OPK. 30 września 1967 roku jednostka przyjęła dziedzictwo tradycji i numer 16 Pułku Artylerii Przeciwlotniczej. W 1970 roku 16 Samodzielny Pułk Artylerii OPK został rozformowany. Na jego bazie zostały utworzone cztery dywizjony rakietowe 3 Łużyckiej Dywizji Artylerii OPK (60, 61, 62 i 63 da OPK).